# 桑·尼拉·乌他玛
桑·尼拉·乌他玛（Sang Nila Utama），原是三佛齐巨港的王子，后逃亡至今天的新加坡，并于约公元1299年建立了新加坡王国，他是新加坡王国第一位拉惹（国王），1299年至1347年间在位，共在位约58年。